# Ormídia

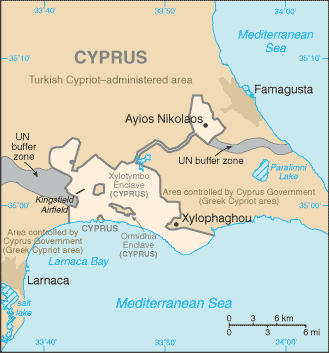
Carte de la base britannique d'Akrotiri, présentant les enclaves chypriotes d'Ormídia et Xylotýmvou

Ormídia (grec moderne : Ορμήδεια) est un village de Chypre de plus de 4 189 habitants.
Il s'agit de l'une des quatre enclaves chypriotes à l'intérieur de la base de Dhekelia, sous souveraineté britannique, les trois autres étant le village de Xylotýmvou et les deux enclaves de la centrale électrique de Dhekelia.